# 大眼吸口魚
大眼吸口魚（學名：Moxostoma ariommum），為輻鰭魚綱鯉形目亞口魚科的其中一種，為溫帶淡水魚，分布於北美洲美國維吉尼亞州與北卡羅萊那州的Raonoke河流域上游，體長可達22公分，棲息在岩石底質中小型河川、深潭，生活習性不明。